# Upadacitinib
Upadacitinib, vendido bajo la marca Rinvoq. Es un medicamento que se usa para tratar la artritis reumatoide  de moderada a severa donde el metotrexato no fue lo suficientemente efectivo. Si bien puede usarse junto con medicamentos convencionales para la AR, no se recomienda su uso con agentes inmunosupresores. Se toma por vía oral.
Los efectos secundarios más frecuentes son infecciones de las vías respiratorias superiores (como el resfriado común), náuseas, tos y fiebre. Otros efectos secundarios pueden ser infecciones graves, coágulos sanguíneos y cáncer. Su uso durante el embarazo puede dañar al bebé. No se recomienda su uso en personas con tuberculosis activa. Upadacitinib actúa bloqueando la acción de unas enzimas denominadas Janus quinasas, lo que provoca una disminución de la inflamación.
Upadacitinib fue aprobado para uso médico en Europa y Estados Unidos en 2019. Por año, en Canadá cuesta alrededor de 18 000 CAD a partir de 2019, en Estados Unidos cuesta alrededor de 67 000 USD, mientras que en el Reino Unido esta cantidad le cuesta al NHS alrededor de £ 10,500 a partir de 2021.